# Arveord
 Der er for få eller ingen kildehenvisninger i denne artikel, hvilket er et problem. Du kan hjælpe ved at angive troværdige kilder til de påstande, som fremføres i artiklen.

Arveord er ord, der ikke er indlånt, ikke er låneord og ikke kommet fra andet sprog.
Dog kan arveord også defineres som de interne ord der ikke er interne nydannelser.
Det vil sige, at arveordene er kendt på det ældste sprogstadium, vi har dokumentation for. De ord, der er indlånt for så længe siden, at de efterhånden føles danske, kalder vi låneord, og de ord, der stadig føles fremmede, kaldes fremmedord.
Fremmedordene er lånt fra andre sprog og føles stadig fremmede på grund af udtale og/eller bøjning, f.eks. bassin, computer, design, faktum, kasus, kartotek.
Låneordene har vi haft så længe, at vi ikke længere tænker over, at de er fremmede, f.eks. kors, kusine, onkel, strejke, struds, trappe.
Arveordene kan være fællesnordiske, fællesgermanske eller indoeuropæiske. Følgende arveord har vi kendt lige så længe, som vi har haft skriftsprog (dvs. belæg siden runeskriften): arm, dag, dyr, hest, skov.